# San Juan Bautista lo de Soto
San Juan Bautista lo de Soto là một đô thị thuộc bang Oaxaca, México. Năm 2005, dân số của đô thị này là 2140 người.